# Parauchenoglanis punctatus
Parauchenoglanis punctatus är en fiskart som först beskrevs av George Albert Boulenger 1902.  Parauchenoglanis punctatus ingår i släktet Parauchenoglanis och familjen Claroteidae. IUCN kategoriserar arten globalt som livskraftig. Inga underarter finns listade i Catalogue of Life.